# Dysderina purpurea
Dysderina purpurea är en spindelart som beskrevs av Simon 1893. Dysderina purpurea ingår i släktet Dysderina och familjen dansspindlar.
Artens utbredningsområde är Filippinerna. Inga underarter finns listade i Catalogue of Life.